# 丸喜 (仏壇)
丸喜株式会社（まるき）とは、仏壇・神仏具・結婚式場調度品・葬祭用品・霊柩車・特殊車両の製造販売及びメンテナンス・斎場企画事業・仏壇仏具のリフォーム事業・斎場の設計、施行をする会社。